# Bengt Eskilson
Bengt Eskilson, född 1932, död 2019, var en svensk företagsledare. 

## Biografi
Eskilson tog examen som civilingenjör vid Kungliga Tekniska Högskolan 1961. Han tjänstgjorde sedan som arméingenjör hos Arméförvaltningen och arbetade med utveckling och anskaffning av fordon.
1966-1974 var Eskilson anställd av Hägglund & Söner i Örnsköldsvik som produktsektorchef. 1975 anställdes han av Stal-Laval Turbin i Finspång och blev vice vd. 1978 utsågs han till vd för Junga Verkstäder i Jung, förvärvat av ASEA samma år. Kontakten med ASEA:s tidigare vd och dåvarande styrelseordförande Curt Nicolin ledde till att han 1980 utsågs till vd för Esab, som i likhet med konkurrenterna hade lönsamhetsproblem. Under de första fem åren med Eskilson som vd förvärvade Esab 16 bolag och ökade försäljningen med 300 procent. 1986 utsågs Eskilson till Årets ledare i tidningen Affärsvärlden.
År 1991 befordrades Eskilson från vd till arbetande styrelseordförande i Esab. Samma år blev han även styrelseordförande i investmentbolaget Bure.